# Мелехина (Свердловская область)
Мелехина — деревня в городском округе Богданович Свердловской области. Управляется Кунарским сельским советом.

## География

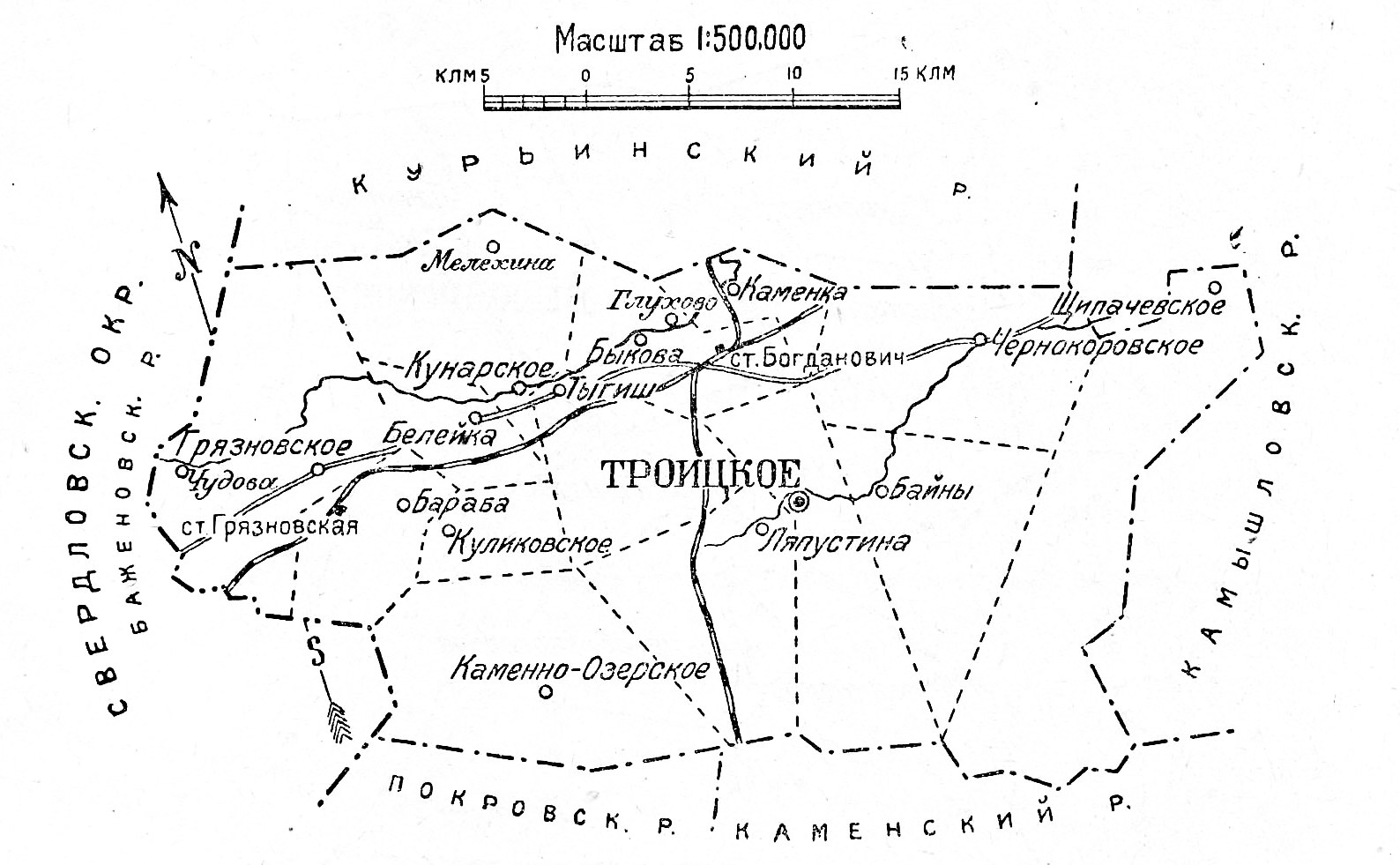
Мелехина на схеме Богдановичского района; 1928 год

Населённый пункт расположен на обоих берегах реки Мелехина в 12 километрах на северо-запад от административного центра округа — города Богданович.

### Часовой пояс
Мелехина, как и вся Свердловская область, находится в часовой зоне МСК+2. Смещение применяемого времени относительно UTC составляет +5:00.

## Население
| 2002 | 2010 | 2021 |
| ---- | ---- | ---- |
| 118  | ↘81  | ↘48  |

## Инфраструктура
Деревня разделена на четыре улицы (Кирова, Ленина, Мичурина, Свердлова).

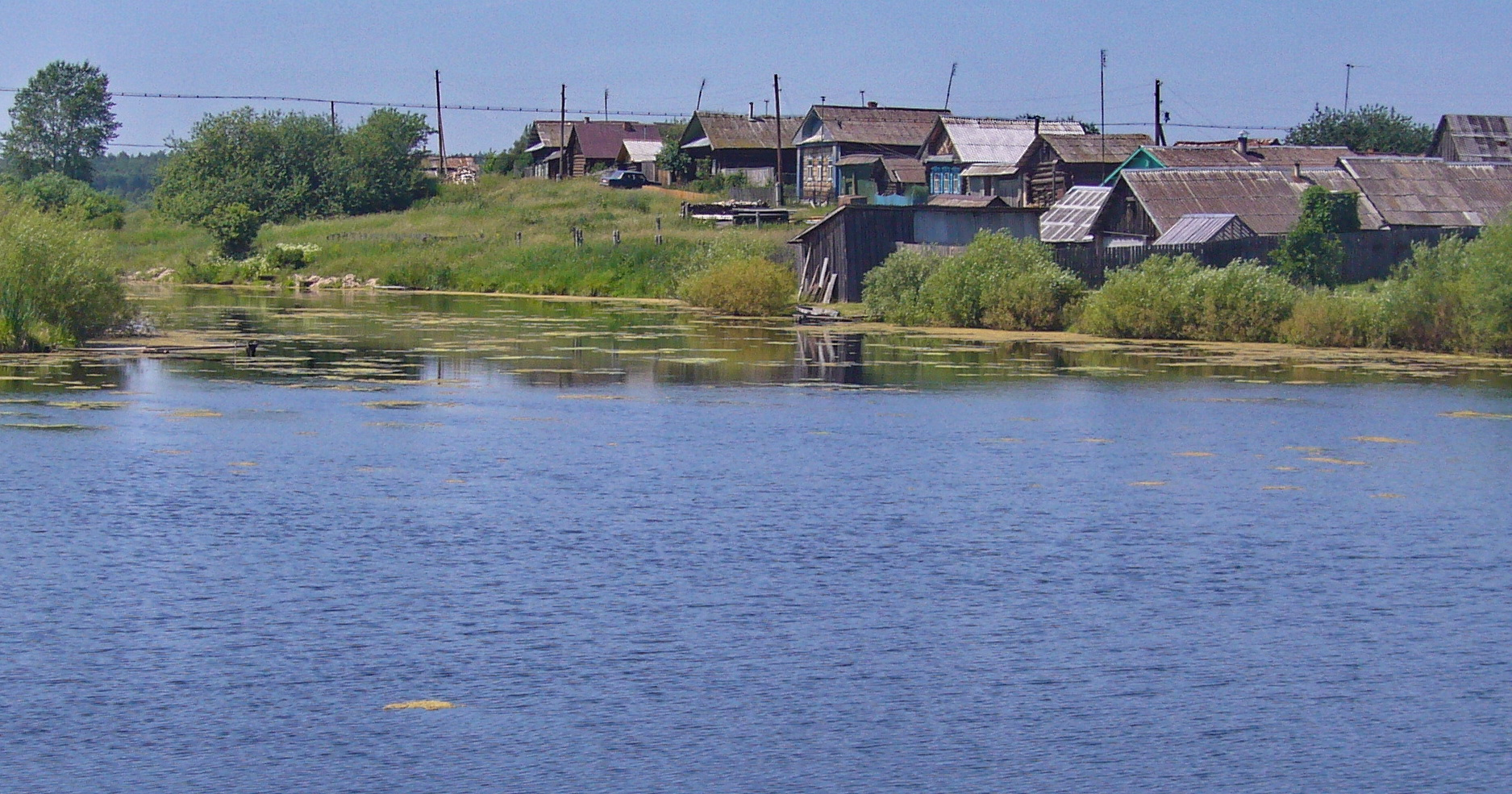
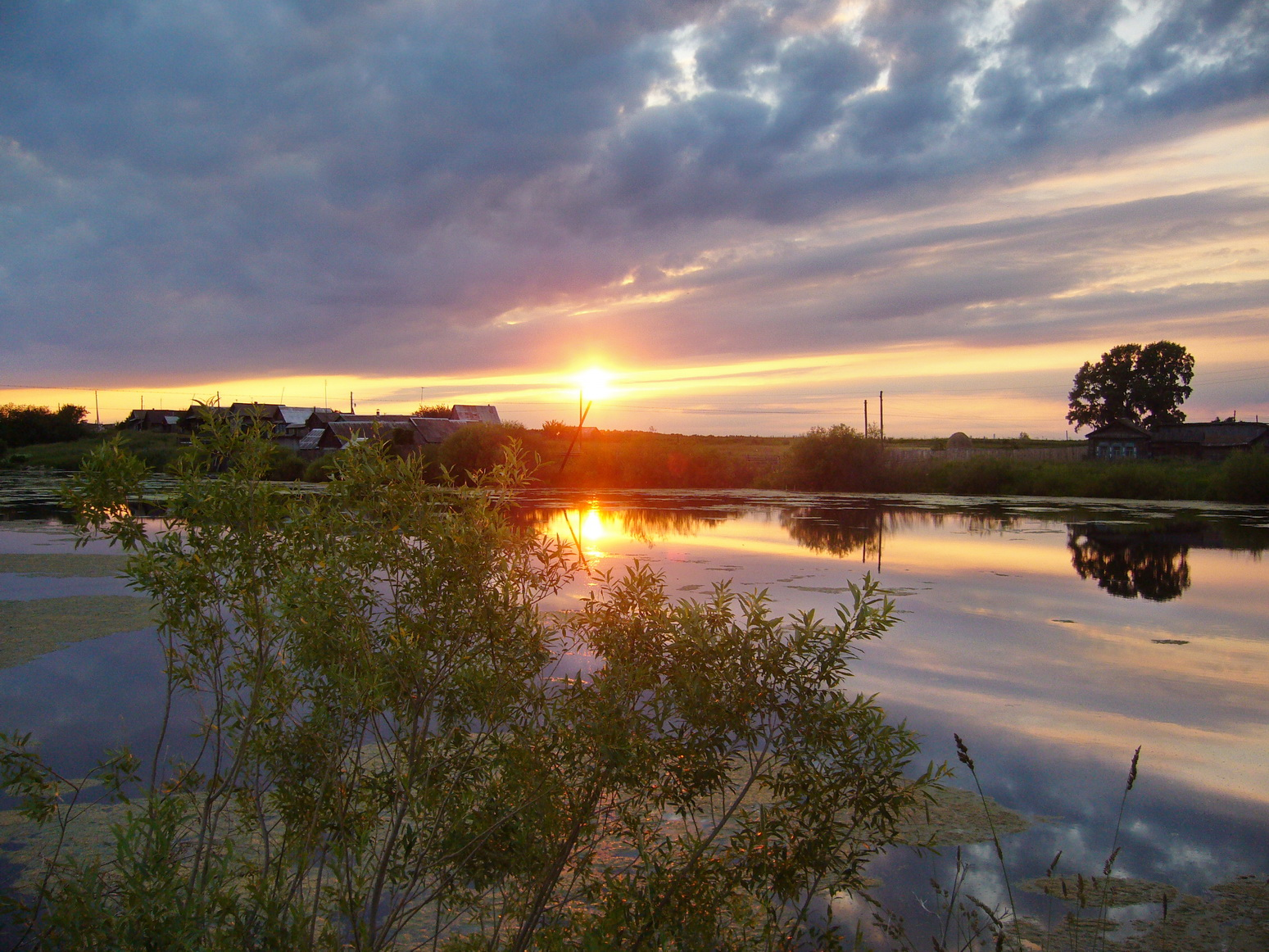
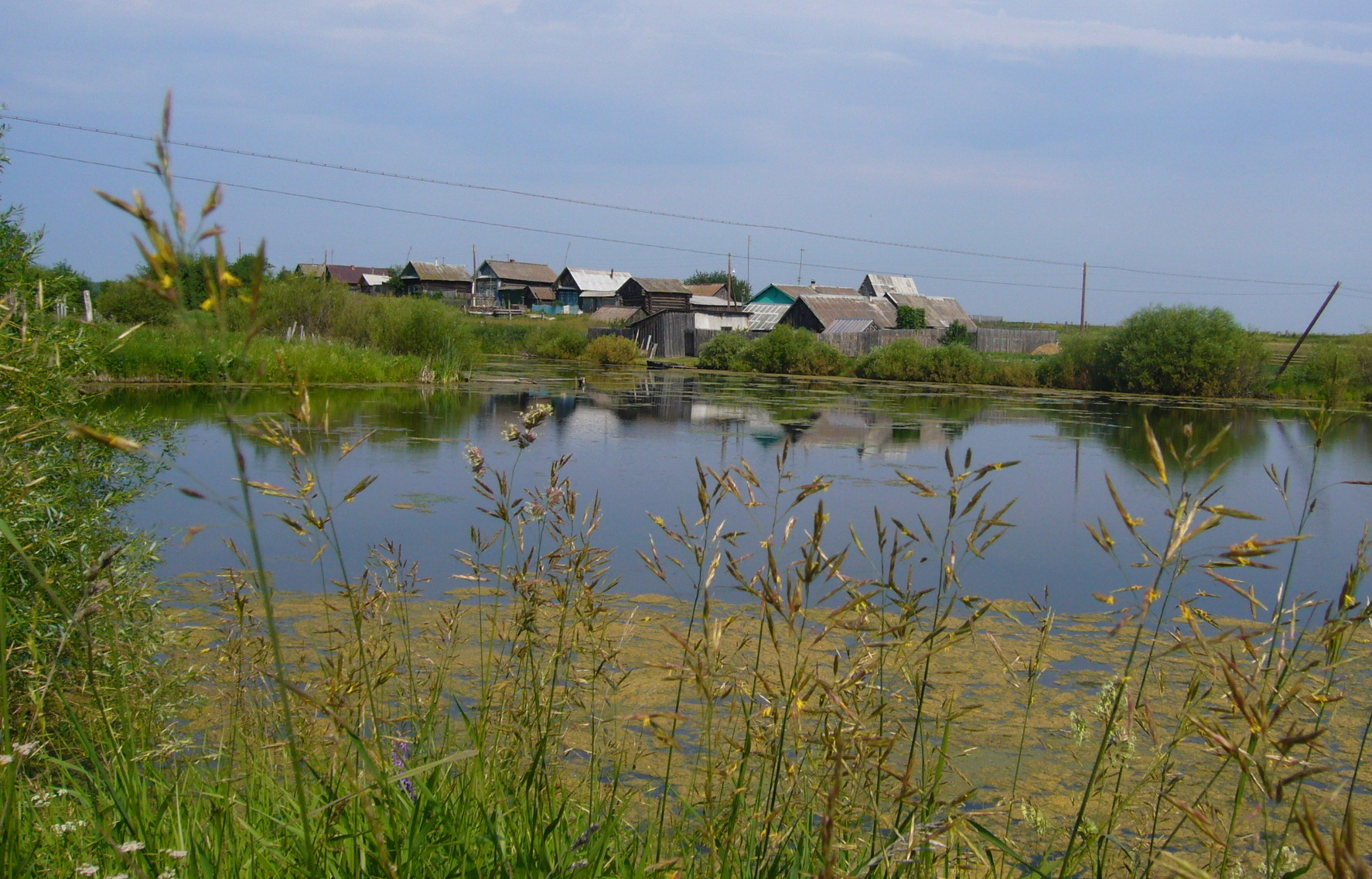
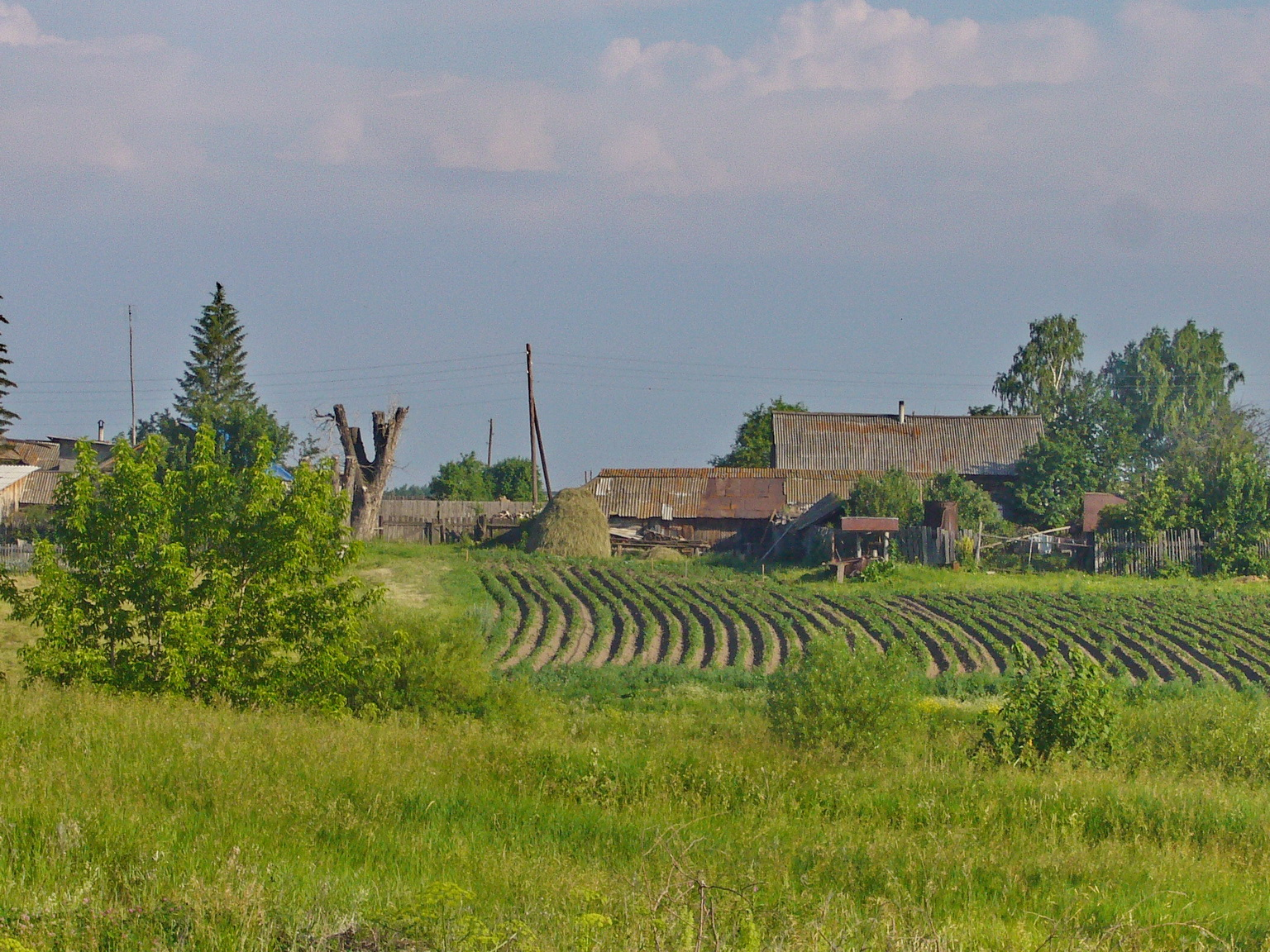
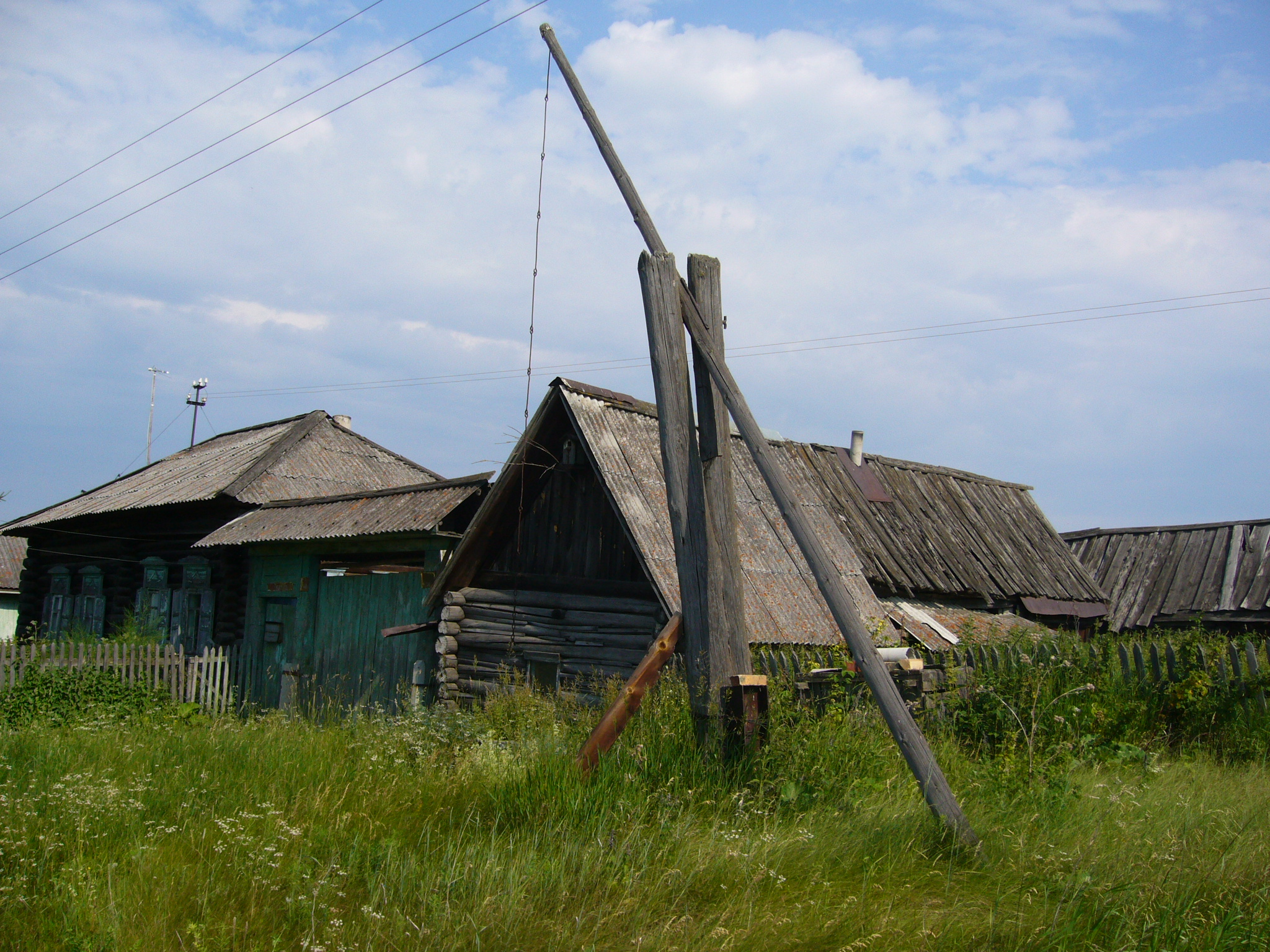